# Баликоева, Мария Витальевна
Мари́я Вита́льевна Балико́ева (до замужества — Верчёнова; род. 27 марта 1986 года в Москве, РСФСР, СССР) — российская гольфистка. Первая россиянка, ставшая полноправной участницей Ladies European Tour в 2007 году.
Выпускница Российского государственного университета физической культуры, спорта и туризма.

## Спортивная карьера
Родители Марии Виталий и Галина вначале записали её в московскую балетную школу «Вдохновение».. В балетной школе она занималась с 1992 по 2002 годы.
Отец, Виталий Верченов, всерьёз увлекся гольфом, и в Карловых Варах в 1998 году увлёк этой игрой и свою дочку. Первым тренером стал Карл Скопови.  В дальнейшем отец до 18 лет тренировал её сам, т.к. получил диплом лицензированного тренера.

#### Любитель
Тренировалась в команде «Объединенная Федерация развития гольфа». В качестве любителя Мария Верченова выиграла чемпионаты: 
- России (2004, 2006),
- Латвии (2005),
- Словении (2005),
- Австрии (2006),
- была призёром студенческого чемпионата мира в Турине в 2006 году.

Дважды удостаивалась звания лучшей гольфистки России (2004, 2006) и входила в состав сборной России по гольфу (2000-2006). После того, как в 2007 году Мария прошла квалификационный отбор в Ladies European Tours Qualifying School, она перешла в профессионалы.

#### Профессионал
В 2007 году Мария приняла участие в 11 турнирах, в 4 из которых прошла "кат". Лучшим результатом было 10-е место в турнире S4/C Wales Ladies Championship. Заработав 13,285 евро она завершила год с номером 95 в рейтинге.
В 2008 году Мария приняла участие в 14 турнирах, в 9 из них прошла кат. Она стала первой российской гольфисткой, принявшей участие в Womens British open. Лучшее достижение — 5 место в Tenerife Ladies Open. 
Мария — единственная россиянка в Евротуре. 2008 год стал самым успешным в её профессиональной карьере. Верченова была пятой на Tenerife Ladies Open и впервые смогла пробиться в основную сетку престижного турнира Большого Шлема — British Open.
Мария первой из россиянок получила карточку игрока женского Евротура. Для этого Верченовой пришлось пройти через сито квалификационных турниров, где играют 150-180 гольфисток. И только 25 лучших из них получают карточку игрока Евротура на год. Чтобы остаться в Туре ещё на один год, надо, играя там, попадать в Тор-80. В противном случае придется все начинать сначала.
В последнее время Мария работает с Марком Уолтерсом.

## Семья
- Дочь — Мария (род. 18 сентября 2012 года).

## Интересные факты
- У Марии есть сестра, Анна, которая также занимается гольфом. Анна в 2008 году стала чемпионкой страны среди юниоров, была третьей на открытом чемпионате России среди взрослых, второй на открытом первенстве Болгарии, четвёртой на открытом чемпионате Латвии. Сейчас Анна работает тренером в Московском городском гольф-клубе.
- Спонсоры Марии Верченовой: Duca Del Cosma, Wilson Staff.
- Являясь поклонницей Yon-Ka, с сентября 2018 года Мария Верчёнова стала Амбасадором косметики Yon-Ka в России.